# Iłowo-Osada (gmina)

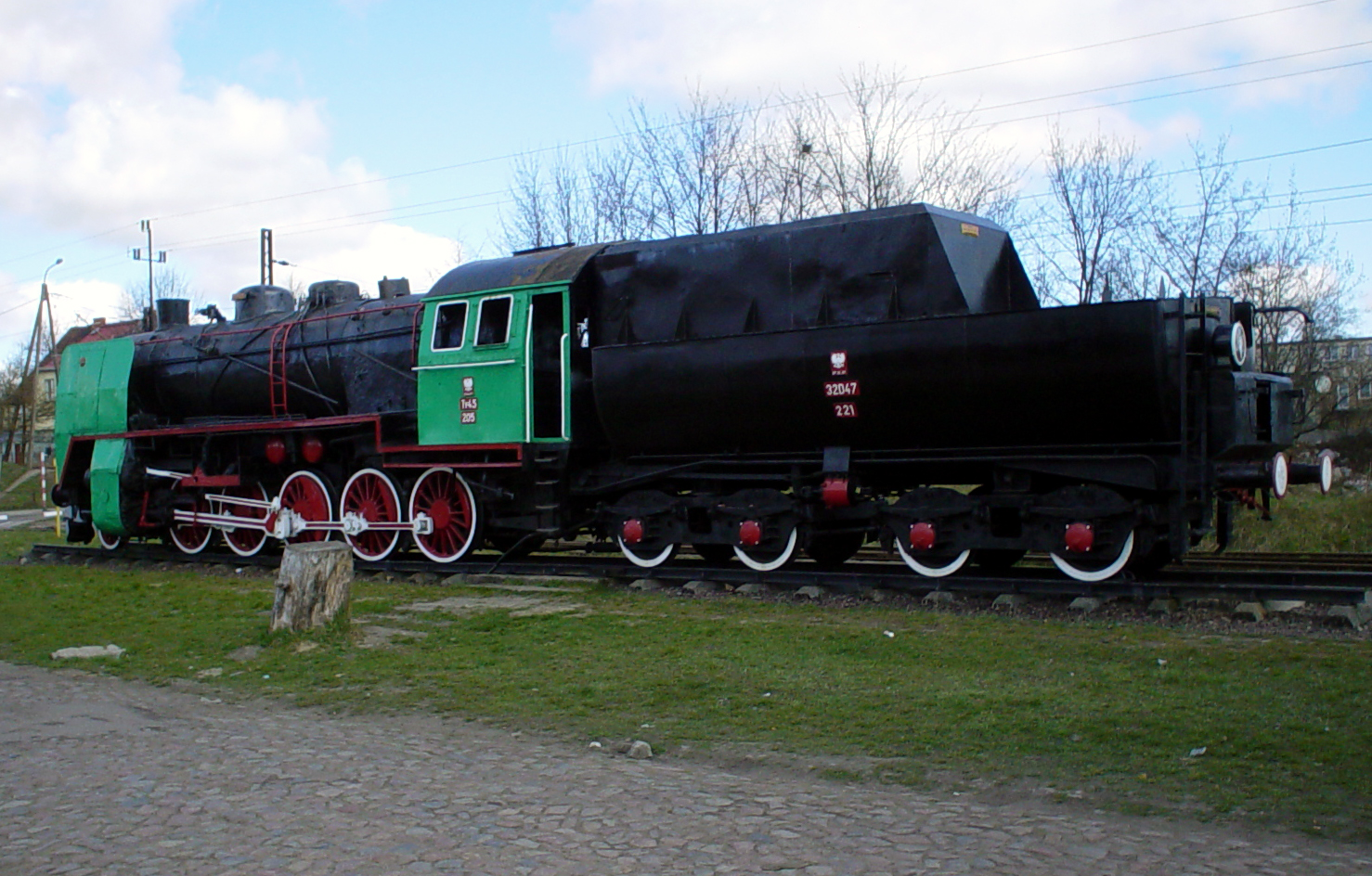
Lokomotywa Ty45. Eksponat przy stacji kolejowej w Iłowie-Osadzie.

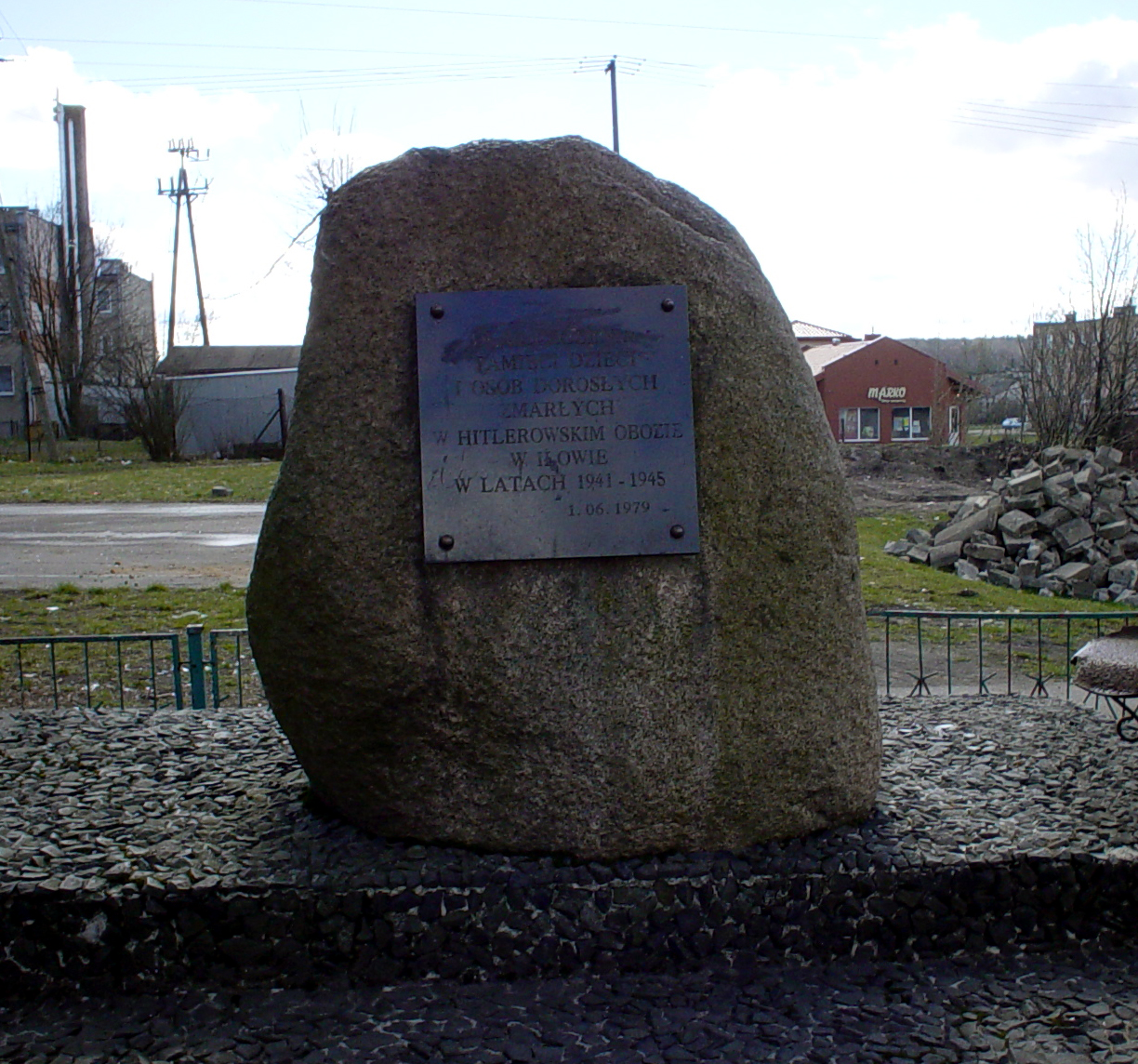
Pomnik pomordowanych dzieci w hitlerowskim obozie przejściowym w Iłowie.

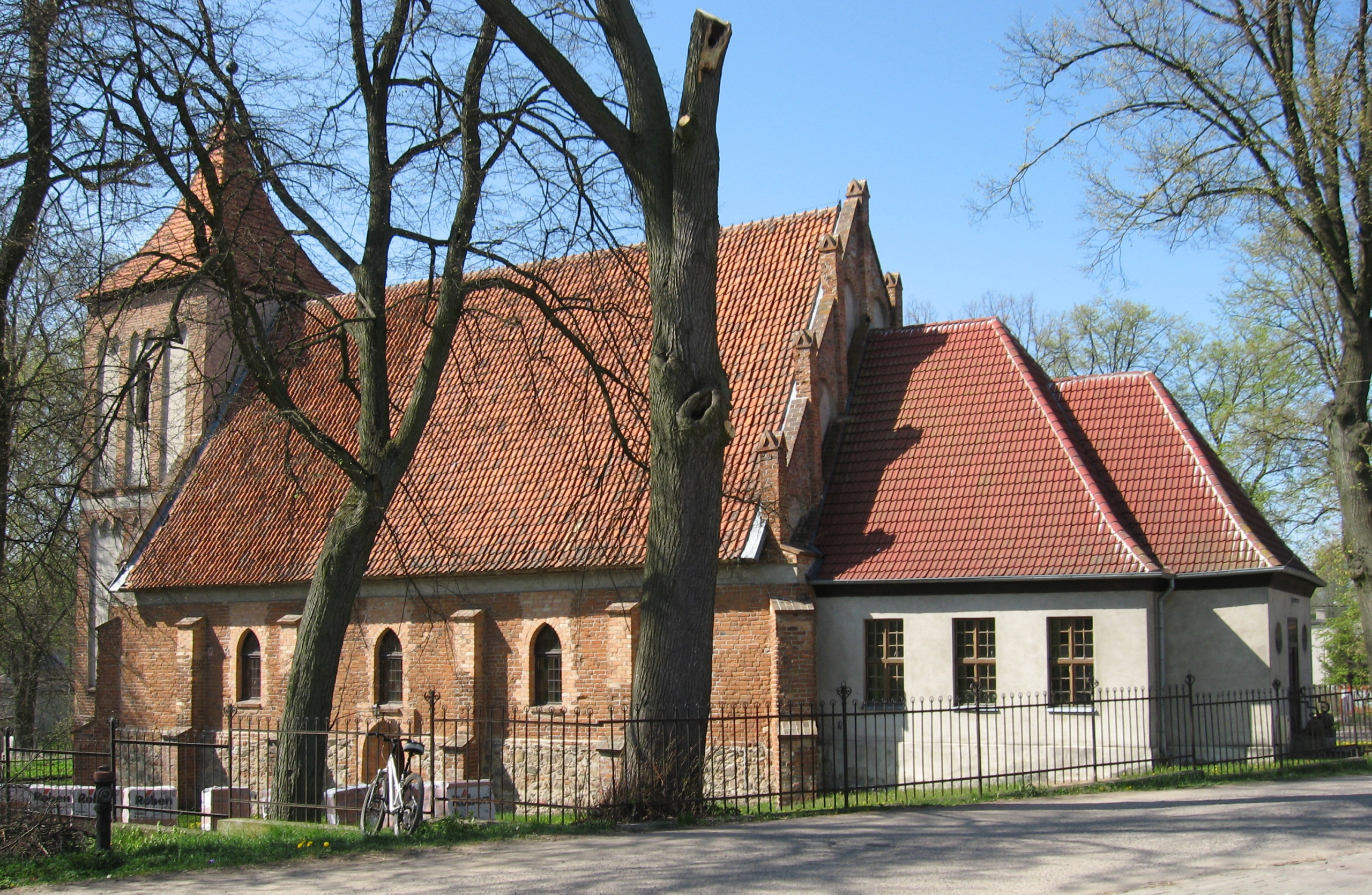
Kościół (XV w.) św. Jana Chrzciciela w Narzymiu - widok od strony południowej

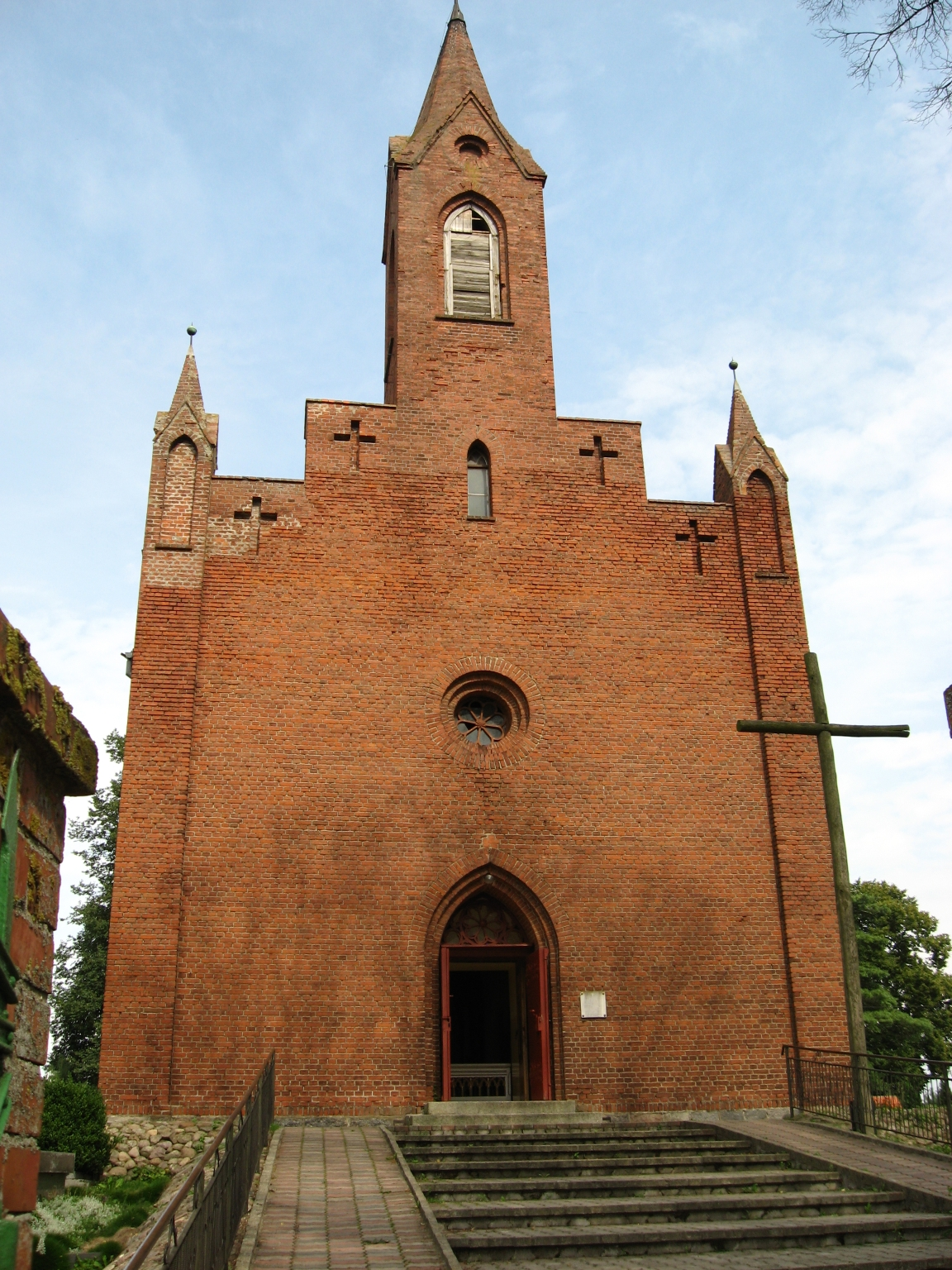
Kościół św. Jakuba Apostoła w Białutach z 1884 r.

Iłowo-Osada (daw. gmina Iłowo) – gmina wiejska w województwie warmińsko-mazurskim, w powiecie działdowskim.
W latach 1975–1998 gmina położona była w województwie ciechanowskim.
Gmina jako taka powstała w 1973 r. (wcześniej podział administracyjny Polski opierał się na gromadach). Siedzibą gminy jest Iłowo-Osada.
Cały obszar gminy znajduje się na terenie Zielonych Płuc Polski. Ponad 50% ogólne powierzchni gminy, to obszar prawnie chroniony.
Według danych z 31 grudnia 2019 roku gminę zamieszkiwało 7192 osób.

## Struktura powierzchni
Według danych z roku 2010 gmina Iłowo-Osada ma obszar 103,77 km², w tym:
- użytki rolne: 59%
- użytki leśne: 32,30%

Gmina stanowi 10,9% powierzchni powiatu działdowskiego.

## Demografia
Dane z 31 grudnia 2010:
| Opis                              | Ogółem | Ogółem | Kobiety | Kobiety | Mężczyźni | Mężczyźni |
| --------------------------------- | ------ | ------ | ------- | ------- | --------- | --------- |
| jednostka                         | osób   | %      | osób    | %       | osób      | %         |
| populacja                         | 7329   | 100    | 3772    | 51,5    | 3557      | 48,5      |
| gęstość zaludnienia (mieszk./km²) | 70,6   | 70,6   | 36,35   | 36,35   | 34,28     | 34,28     |

Według danych na koniec 2010 roku bezrobocie wyniosło 7,35%.

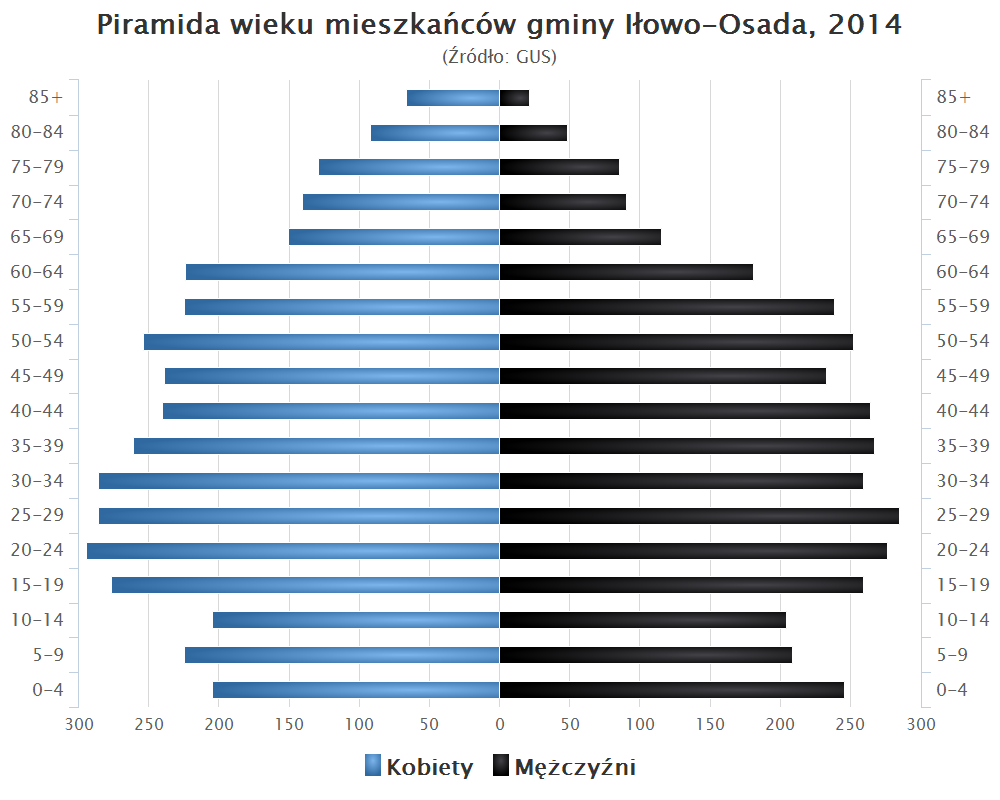
Piramida wieku mieszkańców gminy Iłowo-Osada w 2014 roku

## Podział terytorialny
|  | Sołectwa 1. Sołectwo Białuty, 2. Sołectwo Brodowo, 3. Sołectwo Dźwierznia, 4. Sołectwo Gajówki, 5. Sołectwo Iłowo-Osada, 6. Sołectwo Iłowo-Wieś, 7. Sołectwo Janowo, 8. Sołectwo Kraszewo, 9. Sołectwo Mansfeldy, 10. Sołectwo Mławka, 11. Sołectwo Narzym, 12. Sołectwo Pruski, 13. Sołectwo Purgałki, 14. Sołectwo Sochy, 15. Sołectwo Wierzbowo. |

Do 1 stycznia 2004 w obrębie gminy znajdowały się również sołectwa Krajewo oraz Piekiełko, będące obecnie częścią Mławy.
Sąsiednie gminy
- w woj. warmińsko-mazurskim
Działdowo • Janowiec Kościelny • Kozłowo,
- w woj. mazowieckim
Lipowiec Kościelny • Mława • Wieczfnia Kościelna

## Herb gminy
|  | Herbem Gminy jest kłos w kolorze żółtym symbolizujący rolnictwo, znak lasu w kolorze zielonym oraz emblemat kolejarski w kolorze żółtym, symbolizujące tradycje kolejarskie od 1878 r. Symbole te umieszczone są na brązowym tle odzwierciedlającym kolor iłu znajdującego się w glebie. Od słowa „iłu” pochodzi nazwa miejscowości Iłowo. Całość otoczona jest czarną obwódką. (statut gminy Iłowo-Osada z dnia 27 czerwca 2003 r.) |

## Informacje podstawowe
- Komunikacja: Przez gminę przebiega droga wojewódzka łącząca Mławę z Działdowem 544. Do każdej miejscowości w gminie można dojechać drogą o nawierzchni bitumicznej. Miejscowości Iłowo-Osada i Narzym położone są przy szlaku kolejowym Warszawa-Działdowo-Gdańsk.
- Rolnictwo: Warunki klimatyczne i glebowe sprzyjają rozwojowi produkcji rolnej. Wskaźnik bonitacji gleb 1,59.
- Gospodarka odpadami: Gmina posiada mechaniczno-biologiczną oczyszczalnię ścieków (od 2004 r.) oraz wysypisko odpadów stałych.
- Uzbrojenie podziemne: Zgazyfikowane są miejscowości Iłowo, Narzym, Kraszewo. Sieć wodociągowa z ujęć głębinowych (woda bez uzdatniania) obejmuje 95,8% teren gminy. Trwają prace nad rozbudową kanalizacji. Połączenia telefoniczne z centrali automatycznej (wszystkie miejscowości gminy) z podłączeniem do światłowodu.
- Edukacja: Zespół Szkół Technicznych i Ogólnokształcących im. ks. Edmunda Domańskiego w Iłowie-Osadzie; przedszkole gminne w Iłowie-Osadzie i Narzymiu, trzy szkoły podstawowe ośmioklasowe w Iłowie-Osadzie, Narzymiu oraz Białutach.
- Ośrodki kulturalno-sportowe: Gminna Biblioteka Publiczna w Iłowie oraz dwie filie Narzymiu i Białutach, Gminny Ośrodek Kultury i Sportu w Iłowie-Osadzie (z filią w Białutach), świetlice wiejskie w miejscowościach : Iłowo-Wieś, Brodowo, Białuty, Narzym, Mansfeldy, Sochy, Kraszewo; Kluby Sportowe „Polonia” w Iłowie-Osadzie, „Iskra” w Narzymiu. Pełno wymiarowa Hala Sportowa w Narzymiu, gdzie organizowane są imprezy z możliwością zakwaterowania i pełnego wyżywienia, dwie hale sportowe w Iłowie oraz nowo wybudowany obiekt sportowy „Orlik” w Iłowie.
- Opieka społeczna i zdrowotna: dwa Ośrodki Zdrowia w Iłowie-Osadzie i Narzymiu, Ośrodek Rehabilitacji w Iłowie-Osadzie, Środowiskowy Dom Samopomocy.
- Bezpieczeństwo: pięć jednostek Ochotniczej Straży Pożarnej (od 2005 r. działa Gminne Centrum Reagowania), komendy policji.
- Atrakcje turystyczne: Atrakcją dla turystów jest Zalew „Ruda” koło miejscowości Mławka, a także:
  - kościoły w Narzymiu (pocz. XV.), Iłowie-Osadzie (1927 r.) i Białutach (1884 r.),
  - leśna ścieżka dydaktyczna „Czym szumi las” w Iłowie,
  - rezerwaty przyrody: „Świńskie Bagno” koło Białut oraz „Góra Dębowa” w Dwukołach,
  - pomniki przyrody,
- Miejsca pamięci:
  - w Lesie Białuckim ku czci pomordowanych w latach 1941–1945;
  - pomnik pomordowanych w hitlerowskim obozie przejściowym w Iłowie;
  - w miejscowości Mławka - cmentarz żołnierzy niemieckich poległych w czasie I i II wojny światowej;

## Zabytki[5]
Do rejestru zabytków nieruchomych na terenie gminy zostały wpisane:
- Kościół parafialny pw. św. Jana Chrzciciela wraz z cmentarzem przykościelnym w Narzymiu, nr wpisu: A-684, data: 30.10.1967
- Willa (obecnie przedszkole) przy ul. Jagiellońskiej 22 w Iłowie, nr wpisu: A-1316, data: 22.06.1980, decyzja nr: KL.III.5340-37/80
- Dwór wraz z bezpośrednim otoczeniem w promieniu 100m wraz z podwórzem gospodarczym w Gajówkach, nr wpisu: A-1340, data: 15.10.1981, decyzja nr: KL.III.5340-27/81
- Ewangelicko-augsburski dom modlitwy (obecnie sklep i dom mieszkalny) przy ul. Wyzwolenia 8 w Iłowie, nr wpisu: A-4167, data: 25.04.2000, decyzja nr: SOZ.IZN-5340/168/2000
- Kościół parafialny pw. św. Jakuba Apostoła w Białutach, nr wpisu: A-4172, data: 27.04.2000, decyzja nr: SOZ.IZN-5340/175/2000
- Zespół dworsko-parkowy w Narzymiu, nr wpisu: A-4295, data: 16.04.2004, decyzja nr: WUOZ-1708-IZN-5340-90/2004
- Zespół dworsko-folwarczny w Wierzbowie, nr wpisu: A-4340, data: 26.10.2006, decyzja nr: IZAR(JD)-4100/5-67/06
- Kolejowa wieża ciśnień w Iłowie, nr wpisu: A-4516, data: 23.10.2008, decyzja nr: IZAR(JD)-4100/5-32/08